# توکای-تاماک
توکای-تاماک (انگلیسی: Tukay-Tamak) یک شهرک در شهرستان ایلیشفسکی استان باشقیرستان کشور روسیه است.